# Saur 3
Saur 3 este un proiect al unui transportor blindat pentru trupe propus de Automecanica Moreni. Deși proiectul Saur 3 a fost anunțat ca fiind ales de către Ministerul Apărării Naționale pentru programul național „Transportor blindat pentru trupe 8×8” (abreviat TBT 8×8) care va intra în dotarea Armatei Române în cele din urmă s-a decis in 2022 producerea sub licență a transportoarelor MOWAG Piranha 5 printr-o societate mixtă intre General Dynamics European Land Systems si Uzina Mecanică București.

## Specificații tehnice
Transportorul amfibiu blindat (abreviat TAB) Saur 3 este un proiect dezvoltat de Automecanica Moreni pentru a înlocui transportoarele blindate învechite ale Armatei Române. Saur 3 va fi un vehicul cu tracțiune integrală 8×8, dotat cu un motor MTU de minim 420 cai putere. Agregatul energetic va propulsa vehiculul cu o viteză maximă de 105 km/h pe șosele. Vehiculul este complet amfibiu, având viteza maximă de 10 km/h în timpul traversării vadurilor de apă. Blindajul propus asigură o protecție de nivel 3 (standard STANAG), având și un sistem de protecție CBRN (chimic, biologic, radiologic și nuclear). 
Armamentul poate fi o stație de luptă controlată din interior, dotată cu o mitralieră grea de calibrul 12,7 mm DShK sau cu un tun automat Oerlikon de calibrul 25 mm.

## Programul TBT 8×8
Pe 17 martie 2011, Ministerul Apărării Naționale a lansat programul „Transportor blindat pentru trupe 8×8” pentru a înzestra Armata Română cu un produs compatibil cu standardele NATO și a revitaliza industria națională de armament. TBT 8×8 va avea mai multe variante: punct de comandă, vehicul de recuperare (TEHEVAC), vehicul de evacuare medicală (MEDEVAC), cercetare NBC (nucleară, biologică și chimică) și mașină de luptă. TBT va fi înarmat, în funcție de cerințe, cu diverse tipuri de armament: mitraliera grea DShK de calibrul 12,7 mm, tunul automat Oerlikon calibrul 25 mm și mitraliera coaxială PK de calibrul 7,62 mm, aruncătorul de bombe M1982 calibrul 120 mm, rachete sol-aer și antitanc.
Blindajul transportorului ar asigura o protecție minimă de tip 2, 2A și 2B conform STANAG 4569. La nevoie, protecția poate fi crescută la nivelul 3, 3A și 3B.
SAUR 3 nu a ajuns la stadiul de prototip, Ministerul Apărării Naționale stabilind in 2017 o societate mixtă (Romanian Military Vehicle Systems S.A.) cu Rheinmetall pentru dezvoltarea unei alternative: AGILIS TBT 8X8. Această alternativă a fost si ea abandonată in 2019 cind societatea a fost desființată.

## Variante
Saur 3 poate fi construit în mai multe variante (în afară de varianta standard):
- vehicul de evacuare medicală (ambulanță)
- vehicul punct de comandă
- vehicul logistic
- vehicul de recuperare
- vehicul antitanc (vânător de tancuri)
- vehicul dotat cu aruncătorul de bombe calibrul 120 mm.